# Eros Baldissera
Eros Baldissera (Venezia, 17 marzo 1944) è un arabista italiano.

## Biografia
Si è laureato con Maria Nallino discutendo una tesi di storia moderna siriana. Già docente di Lingua e Letteratura araba nella Facoltà di Lingue e Letterature Straniere all'università Ca' Foscari di Venezia dal 1972, si è occupato di storia contemporanea dei Paesi arabi come redattore della rivista Oriente Moderno, edita dall'Istituto per l'Oriente.
Pur non trascurando questo suo iniziale campo di ricerca, ben presto i suoi interessi principali si sono rivolti al campo della letteratura araba contemporanea, in particolare siriana.
Esortato dall'esempio e dagli insegnamenti di Giovanni Oman (all'epoca docente di Lingua e Letteratura Araba nell'Istituto Universitario Orientale di Napoli), prende a occuparsi anche di epigrafia araba. Per conto del ministero del Patrimonio nazionale e della Cultura del Sultanato dell'Oman, tra il 1986 e il 2001, ha pubblicato cinque opere in arabo ottenendone vari riconoscimenti. Di particolare interesse gli studi sulle iscrizioni nelle moschee tradizionali dell'Omàn, quelle nel palazzo di Jabrìn e le altre del mausoleo dell'imàm Ahmad Bin Sa'ìd al-Busa'idi (1710 – 15 dicembre 1783), fondatore nel 1744 della dinastia attualmente al potere nel Sultanato.
Approfondendo le sue conoscenze filologico-lessicali della lingua araba, nel 1994 ha dato alle stampe, per i tipi della Zanichelli, un Dizionario compatto Italiano-Arabo e Arabo Italiano che conoscerà una buona fortuna editoriale. Nel 2004 ne seguirà una versione maggiore, Il dizionario di arabo, stampato dalla stessa casa editrice bolognese. Nel 2008 è uscito l'Arabo compatto, seconda edizione completamente rinnovata della prima opera. Nell'autunno 2009 ne è uscita una versione 'mini' e nel 2014 la seconda edizione riveduta corretta e ampliata del Maggiore, con la possibilità della consultazione on line. La terza edizione del compatto è stata pubblicata nel 2017.
Nel 1968 ha frequentato un corso estivo al Bourghiba School di Tunisi e ha visitato Algeria e Marocco. Negli anni successivi si recherà varie volte in Egitto, Libano, Siria; in Giordania nell'agosto 1970, alla vigilia del Settembre nero, seguita dall'Iraq, e ancora in Oman e Yemen.
In ORIENT''aleggiando, Roma, MMC Edizioni, 2007, ha descritto la sua genesi d'arabista e i suoi primi viaggi nel Màgreb e nel Màshreq arabi aprendo interessanti e curiose finestre su quei mondi. Nell'aprile 2010 ne è uscita a Damasco una versione araba dal titolo التجوال استشراقاً.
In Assalto sul Nilo, Roma, Il Filo Ed., 2007, ha narrato l'avventura di una giovane arabista veneziana in crociera su una nave turistica lungo il fiume egiziano assalita da commando islamisti, e i fatti che ne conseguono, entrando nella vita spicciola e nella psicologia degli abitanti di un povero villaggio sul Nilo. Nel 2011 ha pubblicato la raccolta di racconti Arabismi, Roma, Albatros Il Filo Ed., in cui ha proposto alcune sue esperienze di viaggio in veste di storie dove realtà e fantasia si fondono e si confondono, quale libera interpretazione di dati forniti da quel vissuto. Nel 2014 è seguito il romanzo Arletta e Irina col Prof e Igor da Damasco a Venezia via Mosca, un pot pourri in cui - su uno sfondo che fa da storia-cornice - si tratta di lingua araba, della sua letteratura, di vita e abitudini in diversissimi ambienti arabi, di viaggi, con momenti di thriller, ma anche di curiosità relative alle tre città del titolo. Nel 2020 il Centro internazionale della grafica di Venezia ha pubblicato SIRIA - Immagini d'epoca e memorie (1971-1979), libro con 150 fotografie scelte fra le numerose relative al suo primo decennio di frequentazione del Paese. Nello stesso anno il Centro gli pubblica il mio Oman - 1986-2001, con un repertorio di note e immagini di quel periodo. Nel 2021 il Centro gli ha pure pubblicato La mia Tanzania - 2008-2017, immagini e note sulle sue esperienze di volontariato in quel paese.
Al di là dei suoi interessi arabistici ha pubblicato Una saga veneta - storie povere di Storia tra pace e guerre, Padova, Linea Edizioni, 2017, presentando, in forma romanzata, le vicende di una famiglia del Sandonatese nella prima metà del secolo scorso.
Musicista in gioventù, ha composto testi in italiano e in arabo musicandoli e cantandoli alla chitarra. In questa veste ha partecipato a trasmissioni della televisione siriana.

### Articoli
- “Note di storia siriana: gli ultimi giorni del regno siriano di Faiṣal ibn Ḥusein”, Oriente Moderno, LII (1972), pp. 341–356.
- "Sul recente progetto di unione fra Egitto e Libia", Oriente Moderno, LII (1972), pp. 485–490.
- "La composizione dei Governi siriani dal 1918 al 1965", Oriente Moderno, LII (1972), pp. 617–630.
- "Cantori siriani della guerra di «Tišrīn»", Oriente Moderno, LIV (1974), pp. 180-186.
- "Poesia d'occasione in Soleimān al-ʿĪsà", Oriente Moderno, LV (1975), pp. 200–207.
- “Moḥammed Saʿīd al-ʿAbbāsī e la poesia tradizionale sudanese”, Annali della Facoltà di L.L.S. di Ca’ Foscari, XIV, 3 1975, pp. 1-10.
- “Poesia dialettale nel siriano ʿĪsà Ayyūb”, Annali dell’Istituto Orientale di Napoli, 36 (N:S: XXVI, 1976, pp. 457-472.
- "Note sull'analfabetismo in Siria", Oriente Moderno, LVII (1977), pp. 16–24.
- “Šawqī Baġdādī poeta”, Annali della Facoltà di L.L.S. di Ca’ Foscari, XVIII, 3 1979 (Serie Orientale 10), pp. 27-38.
- "Profili di poeti siriani contemporanei", Oriente Moderno, LX (1980), pp. 47–55. (ISSN 0030-5472).
- “Šawqī Baǧdādī narratore”, Annali della Facoltà di L.L.S. di Ca’ Foscari, XIX, 3 1980 (Serie Orientale 11), pp. 25-32.
- “Carme a Venezia”, Annali di Ca’ Foscari, XX, 3 1981 (Serie Orientale 12), pp. 29-32.
- “Elyās Saʿd Ġālī, dantista siriano”, Annali della Facoltà di L.L.S. di Ca’ Foscari, XXI, 3 1982 (Serie Orientale 13), pp. 13-17.
- “La Lega degli scrittori siriani”, Annali della Facoltà di Scienze Politiche dell’Università di Cagliari, IX (1983), pp. 57-69.
- “Ai primordi del racconto siriano moderno: ʿAlī Ḫuluqī”, Quaderni di studi arabi, 1 1983, pp. 41-51.
- “La narrativa femminile in Siria”, Quaderni di studi arabi, 2 1984, pp. 87-106.
- “Quanti i paesi, o libertà”, Annali della Facoltà di L.L.S. di Ca’ Foscari, XXIII, 3 1984 (Serie Orientale 15), pp. 35-45.
- “Fuʾād al-Šāyeb e la nascita del racconto siriano moderno”, Annali dell’Istituto Universitario Orientale, vol. 44, Napoli, 1984, pp. 451-482.
- “ʿĪsà al-Nāʿūrī”, Quaderni di studi arabi, 3 1985, pp. 107-114.
- "Sakib al-Gabiri pioniere del romanzo siriano", Quaderni di studi arabi, 4 1986, pp. 117–128.
- "La formation du récit moderne en Syrie", in: Atti del XIII congresso dell'Union Européenne d'arabisants et d'islamisants: Gli Arabi nella storia: tanti popoli una sola civiltà, Quaderni di studi arabi, 5-6 1987-1988, pp. 83–90.
- "Le iscrizioni nelle moschee di Manah (Sultanato d'Omàn)", Quaderni di studi arabi, 8 1990, pp. 25–44.
- “Le iscrizioni nel palazzo di Ǧabrīn (Sultanato d'Omàn)”, Quaderni di studi arabi, 9 1991, pp. 29–91.
- "Omàn e dintorni", Acque & Terre, II, 3 1991, pp. 58–63.
- “L'insegnamento dell'arabo a Venezia”, Atti del convegno: Venezia e le lingue e letterature straniere, Università di Venezia 15-17 aprile 1989, Roma, Bulzoni Ed., 1991, pp. 83-87.
- "Note sull''altro' nella narrativa siriana", in: L'altro visto dall'altro - Letteratura araba ed ebraica a confronto, Milano, Cortina, 1992, pp. 69–82.
- “Syrian Narrative and the Topic of Sex: Šakīb al-Ǧabirī and Muḥammad al-Naǧǧār via Zakariyyā Tāmir”, Quaderni di studi arabi, 10 1992, pp. 99–108.
- “Scritta lignea nel palazzo di al-Manṣūr (Sultanato di Omàn)”, Quaderni di studi arabi, 11 1993, pp. 27-36.
- “Ḥasīb Kayyālī (1921-1993)”, Quaderni di studi arabi, 12 1994, pp. 87–93.
- "The Modern Short Story in the Sultanate of Oman", in: Proceedings of the 14th Congress of the Union Européenne des Arabisants et Islamisants (Budapest 29/8-3/9/1988), Edited by A. Fodor, The Arabist (Budapest Studies in Arabic), 15-16 1995, pp. 89–100.
- “Saʿīd Ḥūrāniyya (1929-1994)”, in Azhār, Studi arabo-islamici in memoria di Umberto Rizzitano (1913-1980), a cura di A. Pellitteri e G. Montaina, Annali della Facoltà di Lettere e Filosofia dell'Università di Palermo, Studi e Ricerche 23, Palermo 1995, pp. 35–46.
- "Iscrizioni arabe su avventurina muranese", Quaderni di studi arabi, 15 1997, Supplemento, pp. 147–162.
- “Il mausoleo dell'imàm Aḥmad b. Saʿīd al-Būsaʿīdi e le sue iscrizioni (al-Rustāq - Sultanato di Omàn)”, Quaderni di studi arabi, 16 1998, pp. 89-124.
- "Studio preliminare sul cimitero degli imàm e le sue iscrizioni (Nizwa - Sultanato di Omàn)", Studi magrebini, 25 1993-97, pp. 59–70.
- "The founding congress of the league of arab writers (Damascus 1954) according to the periodical al-Thaqàfa al-wataniyya", Quaderni di studi arabi, 18 2000, pp. 121–140.
- "Calligraphic Inscriptions", in: Historic Mosques and Shrines of Oman, ed. Paolo M. Costa, Oxford, Archaeopress, 2001, pp. 241–263.
- "Il Kitāb al-māʾ di Ibn Dhahaba", Atti del convegno Acqua, Istituto Universitario Orientale, Napoli, 22-24/2/2001, Napoli , Università di Napoli “L'Orientale”, 2005, pp. 175–186.
- “Muḥammad al-Naǧǧār – Nuove luci”, Quaderni di studi arabi, n.s. 1, 2006, pp. 159–184.
- "Non solo Mille e una notte", Treccani Scuola, www.treccani.it , maggio 2007
- “al-Arnāʾūṭ, Maʿrūf”, Encyclopaedia of Islam - EI3_2008-2 Baldissera, p. 126.
- Suggestioni di Nazīh Abū ʿAfaš dalla Siria in guerra, Studi in onore di Francesca Lucchetta a cura di E. Baldissera, "Quaderni di studi arabi" n. s., 11 2016, pp. 149-164.

### Monografie
- al-Kitābāt fī l-masāğid al-ʿumāniyya al-qadīma (Le iscrizioni nelle antiche moschee omanite), Masqaṭ, Wizārat al-turāṯ al-qawmī wa-ṯaqāfa, 1994, pp. 153.
- Qaṣr Ǧabrīn wa-kitābātu-hu (Il palazzo di Giabrìn e le sue iscrizioni), Masqaṭ, Wizārat al-turāṯ al-qawmī wa-ṯaqāfa, 1994, pp. 114.
- al-Kitāba al-ḫašabiyya fī qaṣr al-Manṣūr (Wilāyat al-Rostāq) (L'iscrizione lignea nel palazzo di al-Manṣūr (al-Rostāq), Masqat, Wizārat al-turāṯ al-qawmī wa-al-ṯaqāfa, 1995, pp. 24.
- Ḍarīḥ al-imàm Aḥmad b. Saʿīd al-Busaʿīdi wa-kitābātu-hu (al-Rustāq) (Il mausoleo dell'imàm Ahmad b. Saʿīd al-Busaʿīdi e le sue iscrizioni), Masqat, Wizārat al-turāṯ al-qawmī wa-al-ṯaqāfa, 2000, pp. 110.

### Curatele
- Zakariyyā Tāmer, Racconti. Introduzione, traduzione e note di Eros Baldissera, Roma, Istituto per l'Oriente, 1979, XXXI + 114 pp.
- Nazīh Abū ʿAfaš, Libertà cercando e amore, Poesie presentate e tradotte da Eros Baldissera, E. Manni ed., 1997, pp. 81.
- Zakariyyā Tāmer, L'appello di Noè, Intr, trad. e note di Eros Baldissera, Lecce, Manni, 2002, pp. 144.
- Giovanni Oman, “Kitābāt ʿalà madḫal Bayt al-Falaǧ fī Masqaṭ”, curato e ampliato da Eros Baldissera, Masqaṭ, Wizārat al-turāṯ al-qawmī wa-al-ṯaqāfa, 1999, pp. 28.
- Zakariyya Tamer, L'appello di Noè, Lecce, Manni, 2002, pp. 144.
- Nazīh Abū ʿAfaš, Armi nere - Antologia di versi, con inediti e un omaggio a Venezia, a cura di E. Baldissera, Ancona, Cattedrale, 2010, pp. 128.
- Nazīh Abū ʿAfaš, Armi nere - Poesie dalla Siria - I poeti di 'Smerilliana', a cura di E. Baldissera, Martinsicuro (TE), Di Felice Ed., 2012, pp. 67.

### Dizionari
- Dizionario compatto italiano-arabo arabo-italiano, Bologna, Zanichelli, 1994.
- Il Dizionario di Arabo - italiano-arabo arabo-italiano, Bologna, Zanichelli, 2004.
- Arabo compatto - italiano-arabo arabo-italiano, 2ª ed., Bologna, Zanichelli, 2008.
- il mini di Arabo - italiano-arabo arabo-italiano, Bologna, Zanichelli, 2009.
- Il Dizionario di Arabo - italiano-arabo arabo-italiano, 2ª ed., Bologna, Zanichelli, 2014.
- Arabo compatto - italiano-arabo arabo-italiano, 3ª ed., Bologna, Zanichelli, 2017.

### Traduzioni
- Trattato d'amicizia e cooperazione fra RAU e URSS, "Oriente moderno", LI, 1971, pp. 400-401.
- Costituzione permanente della Repubblica Araba d'Egitto, "Oriente moderno", LI, 1971, pp. 686-698.
- Progetto d'unione fra Egitto e Libia, "Oriente moderno", LII, 1972, pp. 357-358.
- Documenti sull'unione tra Egitto e Libia, "Oriente moderno", LII, 1972, pp. 490-492.
- Accordo sul disimpegno sul fronte del Golan e protocollo annesso, "Oriente moderno", LIV, 1974, pp. 384-385.
- El-Sayed Yassin, L'Occidente come modello o come ostacolo, in La coscienza dell'altro, a cura di L. Magrini, Firenze 1974, pp. 167-176.
- Nazih Abu Afash, Poesie, "Plural", I, 2, Luglio-Dicembre 1987, pp. 9-14.
- Nagib Mahfùz, Shahrazàd, "Plural", IV, 7, gennaio-giugno 1990, pp. 121-131.
- Nagib Mahfùz, Zaʿbalawi, in Narratori arabi del Novecento, a cura di I. Camera d'Afflitto, Milano, Bompiani, 1994, pp. 99-109.
- Nazih Abu Afash, Poesie scelte, con nota introduttiva, "Smerilliana", n. 3, gennaio-giugno 2004, pp. 41-61.

### Recensioni
- W.L. Cleveland, The making of an Arab Nationalist - Ottomanism and Arabism in the life and Thought of Sati` al-Husri, "Oriente moderno", LII, 1972, pp. 615-616.
- Gabrieli, Cultura araba del Novecento, Bari, Laterza, 1985, "Corriere del Ticino", 23/3/1985, p. 36.
- H. Schreiber, Gli arabi in Spagna, Milano, Garzanti, 1985, "Corriere del Ticino", 12/10/1985, p. 36.
- T. al-Hakim, Shahrazàd, Roma, Salerno Ed., s.d., "Corriere del Ticino", 14/12/1985, p. 34.
- Nezami, Leylà e Majnùn, Milano, Adelphi Ed., 1985, "Corriere del Ticino", 8/2/1986, p. 33.
- Abu Nuwas, Antologia bacchica, a cura di F.Gabrieli, Alpignano (TO) 1990, "Corriere del Ticino", 26/5/1990, p. 42.
- N. Mahfuz, Il tempo dell'amore, Napoli, Pironti Ed., 1990, "Corriere del Ticino", 8/9/1990, p. 36.
- Ghada Samman, Vedova d'allegria, Catanzaro, Abramo, 1991, "Corriere del Ticino", 3/8/1991, p. 14.
- Il Corano più antico, a cura di S. Noja, Venezia, Marsilio Ed., 1991, "Corriere del Ticino", 31/8/1991, p. 31.
- Il libro della scala di Maometto, trad. di R.R.Testa, note di C.Saccone, Milano, Studio Editoriale, 1991, "Corriere del Ticino", 23/11/1991, p. 41.
- Le mu`allaqàt - Alle origini della poesia araba, a cura di Daniela Amaldi, Venezia, Marsilio Editori, 1991, p. 96, "Corriere del Ticino", 8/2/1992, p.33.
- Bernard Lewis, La rinascita islamica, Bologna, Il mulino, 1991, "Corriere del Ticino", 21/3/1992, p. 34.
- Magìd Tùbiya, La vergine del Gurùb, a cura di Lucia Avallone, pp. 143, e Fathi Gànim, Il recinto di ferro appuntito, a cura di Claudia Giuliano, pp. 128, Pagus Edizioni, Paese (TV), 1991, "Corriere del Ticino", 30/5/1992, p. 30.
- Tayyeb Sàleh, La stagione della migrazione a Nord, Palermo, Sellerio Ed., 1992, "Corriere del Ticino", 8/9/1992, p. 43.
- Magìd Tùbiya, Duello con la luna, Catanzaro, Abramo, 1992, "Corriere del Ticino", 9/1/1993, p. 33.
- Muhammad ibn Sirin, Il libro del sogno veritiero, Torino, Einaudi, 1992, "Corriere del Ticino", 29/3/1993, p. 37.
- Sulaiman Fayyad, Voci, Palermo, Sellerio Ed., 1994, "Corriere del Ticino", 19/12/1994, p. 29.
- AA.VV., Narratori arabi del Novecento, Milano, Bompiani, 1994, "Corriere del Ticino", 9/2/1995, p. 37.
- Biancifiori - Works of Architectural Restoration in Oman, Edited by Antonietta Biancifiori, Roma, De Luca, 1995, "Quaderni di studi arabi", 14 1996, pp. 223-225.
- Blair, Sheila S., Islamic Inscriptions, Edinburgh, Edinburgh University Press, 1998, "Bibliotheca Orientalis", LVII n. 1/2, 2000, pp. 211-213 e "Quaderni di studi arabi", 16 1998, pp. 197-198.
- AA.VV., Oman in History, London, Immel Pub., 1995, "Quaderni di studi arabi", 17 1999, pp. 223-225.
- Carboni, Stefano, Glass from Islamic Lands, London, Thames & Hudson, 2001, "Quaderni di studi arabi", 20-21 2002-2003, pp. 228-229.
- Michalak-Pikulska, Barbara, Modern Poetry and Prose of Oman – 1970-2000, Krakow, The Enigma Press, 2002, “Middle Eastern Literatures”, Vol. 8, No. 1, January 2005, pp. 96-99

### Voci enciclopedie
DIZIONARIO DEI CAPOLAVORI, Torino, UTET, 1987:
Canzoniere (di al-Mutanabbi), p. 239.
Collare della colomba, Il (di Ibn Hamz), p. 320.
Corano, Il, p. 365.
Epistola del perdono, L' (di Abu l-`Alà' al-Ma`àrri), pp. 546-7.
Gente della caverna, La (di Tawfìq al-Hakìm), pp. 680-1.
Giorni, I (di Taha Husayn), p. 708.
Hayy ibn Yaqzàn (di Ibn Tufayl), p. 759.
Làmiyyat al-Arab (di Shànfara), p. 850.
Libro degli avari, Il (di al-Giàhiz), pp. 887-888.
Mille e una notte, Le, pp. 1007-8.
Mu`allaqàt, p. 1051.
Prolegomeni, Le (di Ibn Khaldùn), p. 1352.
Romanzo di `Antar, p. 1470.
Sollievo dopo la distretta, Il (di Tanùkhi), pp. 1589-90.
Trilogia, La (di Nagìb Mahfùz), p. 1730.
AGGIORNAMENTO ENCICLOPEDIA EUROPEA GARZANTI 1990
Letteratura araba.
ADONIS.
BEN GIALLUN al-Tahir.
DARWISH Mahmud.
KANAFANI Ghassan.
MAHFUZ Nagib.
NU`AYMA Mikha'il.
SA`DAWI Nawwal.
SALEH al-Tayyib.

### Voci DIZIONARIO DEI PERSONAGGI LETTERARI, Torino, UTET, 2001
Abd e-Giawwàd, Ahmad, p. xxx.
Abu l-Fath al-Iskàndari, p. xxx.
Abu Zàyd al-Hilàli, p. xxx.
Abu Zàyd al-Sarùgi, p. xxx.
Aladino, p. xxx.
Ali Bàba, p. xxx.
Amìna, p. xxx.
Antara, p. xxx.
Giuha, p. xxx.
Shahrazàd, p. xxx.
Sindbàd il marinaio, p. xxx.